# Juan Sol
Juan Cruz Sol Oria (Elgoibar, 1947. szeptember 13. – Valencia, 2020. november 10.) válogatott spanyol labdarúgó, hátvéd.

## Pályafutása

### Klubcsapatban
1965 és 1975 között a Valencia, 1975 és 1979 között a Real Madrid labdarúgója volt. 1979-ben visszatért a Valenciához és 1981-ben itt fejezte be az aktív labdarúgást. A Valenciával egy-egy bajnoki címet és spanyolkupa-győzelmet ért el. Tagja volt az 1979–80-as idényben KEK-győztes csapatnak. A Reallal háromszoros spanyol bajnok volt.

### A válogatottban
1970 és 1976 között 28 alkalommal szerepelt a spanyol válogatottban és egy gólt szerzett.

## Sikerei, díjai
Valencia
- Spanyol bajnokság
  - bajnok: 1970–71
- Spanyol kupa
  - győztes: 1967
- Kupagyőztesek Európa-kupája (KEK)
  - győztes: 1979–80
- UEFA-szuperkupa
  - győztes: 1980

 Real Madrid
- Spanyol bajnokság
  - bajnok (3): 1975–76, 1977–78, 1978–79

## Statisztika

### Mérkőzései a spanyol válogatottban
| Spanyolország | Spanyolország        | Spanyolország                             | Spanyolország  | Spanyolország | Spanyolország  | Spanyolország  | Spanyolország | Spanyolország |
| #             | Dátum                | Helyszín                                  | Hazai          | Eredmény      | Vendég         | Kiírás         | Gólok         | Esemény       |
| ------------- | -------------------- | ----------------------------------------- | -------------- | ------------- | -------------- | -------------- | ------------- | ------------- |
| 1.            | 1970. február 11.    | Sevilla, Estadio Ramón Sánchez-Pizjuán    | Spanyolország  | 2 – 0         | NSZK           | barátságos     | -             | 85'           |
| 2.            | 1970. február 21.    | Madrid, Santiago Bernabéu stadion         | Spanyolország  | 2 – 2         | Olaszország    | barátságos     | -             |               |
| 3.            | 1970. április 22.    | Lausanne, Olimpiai Stadion                | Svájc          | 0 – 1         | Spanyolország  | barátságos     | -             |               |
| 4.            | 1970. október 28.    | Zaragoza, Estadio La Romareda             | Spanyolország  | 2 – 1         | Görögország    | barátságos     | -             | 46'           |
| 5.            | 1970. november 11.   | Sevilla, Estadio Ramón Sánchez-Pizjuán    | Spanyolország  | 3 – 0         | Észak-Írország | Eb-selejtező   | -             | 46'           |
| 6.            | 1971. február 20.    | Cagliari, Sant’Elia stadion               | Olaszország    | 1 – 2         | Spanyolország  | barátságos     | -             |               |
| 7.            | 1971. március 17.    | Valencia, Estadio Luís Casanova           | Spanyolország  | 2 – 2         | Franciaország  | barátságos     | -             |               |
| 8.            | 1971. május 30.      | Moszkva, Központi Lenin Stadion           | Szovjetunió    | 2 – 1         | Spanyolország  | Eb-selejtező   | -             | 67'           |
| 9.            | 1971. október 27.    | Sevilla, Estadio Ramón Sánchez-Pizjuán    | Spanyolország  | 0 – 0         | Szovjetunió    | Eb-selejtező   | -             |               |
| 10.           | 1971. november 24.   | Granada, Estadio de Los Cármenes          | Spanyolország  | 7 – 0         | Ciprus         | Eb-selejtező   | -             |               |
| 11.           | 1972. január 12.     | Madrid, Santiago Bernabéu stadion         | Spanyolország  | 1 – 0         | Magyarország   | barátságos     | -             |               |
| 12.           | 1972. február 16.    | Kingston upon Hull, Boothferry Park (ENG) | Észak-Írország | 1 – 1         | Spanyolország  | Eb-selejtező   | -             |               |
| 13.           | 1972. április 12.    | Szaloniki, Kaftanzogliu-stadion           | Görögország    | 0 – 0         | Spanyolország  | barátságos     | -             |               |
| 14.           | 1972. május 23.      | Madrid, Vicente Calderón Stadion          | Spanyolország  | 2 – 0         | Uruguay        | barátságos     | -             |               |
| 15.           | 1972. október 19.    | Las Palmas, Estadio Insular               | Spanyolország  | 2 – 2         | Jugoszlávia    | vb-selejtező   | -             | 46'           |
| 16.           | 1973. február 21.    | Málaga, Estadio La Rosaleda               | Spanyolország  | 3 – 1         | Görögország    | vb-selejtező   | 1             | 38'           |
| 17.           | 1973. május 2.       | Amszterdam, Olimpiai Stadion              | Hollandia      | 3 – 2         | Spanyolország  | barátságos     | -             |               |
| 18.           | 1973. október 21.    | Zágráb, Maksimir Stadion                  | Jugoszlávia    | 0 – 0         | Spanyolország  | vb-selejtező   | -             |               |
| 19.           | 1973. november 24.   | Stuttgart, Neckarstadion                  | NSZK           | 2 – 1         | Spanyolország  | barátságos     | -             | 46'           |
| 20.           | 1974. február 13.    | Frankfurt, Waldstadion (FRG)              | Spanyolország  | 0 – 1         | Jugoszlávia    | vb-selejtező   | -             |               |
| 21.           | 1974. február 23.    | Barcelona, Estadio de Sarriá              | Spanyolország  | 1 – 0         | NSZK           | barátságos     | -             |               |
| 22.           | 1974. szeptember 25. | Koppenhága, Idrætsparken Stadion          | Dánia          | 1 – 2         | Spanyolország  | Eb-selejtező   | -             |               |
| 23.           | 1974. október 12.    | Buenos Aires, Estadio Monumental          | Argentína      | 1 – 1         | Spanyolország  | barátságos     | -             |               |
| 24.           | 1974. november 20.   | Glasgow, Hampden Park                     | Skócia         | 1 – 2         | Spanyolország  | Eb-selejtező   | -             | 75'           |
| 25.           | 1975. február 5.     | Valencia, Estadio Luís Casanova           | Spanyolország  | 1 – 1         | Skócia         | Eb-selejtező   | -             |               |
| 26.           | 1975. november 16.   | Bukarest, Augusztus 23. Stadion           | Románia        | 2 – 2         | Spanyolország  | Eb-selejtező   | -             |               |
| 27.           | 1976. április 24.    | Madrid, Vicente Calderón Stadion          | Spanyolország  | 1 – 1         | NSZK           | Eb-negyeddöntő | -             |               |
| 28.           | 1976. május 22.      | München, Olimpia Stadion                  | NSZK           | 2 – 0         | Spanyolország  | Eb-negyeddöntő | -             | 17'           |
|               | Összesen             |                                           |                | 28            | mérkőzés       |                | 1             | gól           |